# بخش آگوستا چارتر (میشیگان)
بخش آگوستا چارتر (به انگلیسی: Augusta Charter Township) یک منطقهٔ مسکونی در ایالات متحده آمریکا است که در شهرستان وشتناو واقع شده‌است. بخش آگوستا چارتر ۹۵٫۲۶ کیلومتر مربع مساحت و ۶٬۷۴۵ نفر جمعیت دارد و ۲۰۷ متر بالاتر از سطح دریا واقع شده‌است.